# Bendorf (Renania-Palatinato)
Bendorf è una città di 17.130 abitanti della Renania-Palatinato, in Germania.
Appartiene al circondario (Landkreis) di Mayen-Coblenza (targa MYK).